# Adolfo López Mateos, Papantla
Adolfo López Mateos är en ort i Mexiko.   Den ligger i kommunen Papantla och delstaten Veracruz, i den sydöstra delen av landet, 230 km nordost om huvudstaden Mexico City. Adolfo López Mateos ligger 153 meter över havet och antalet invånare är 273.
Terrängen runt Adolfo López Mateos är huvudsakligen platt, men söderut är den kuperad. Adolfo López Mateos ligger uppe på en höjd. Runt Adolfo López Mateos är det ganska tätbefolkat, med 179 invånare per kvadratkilometer. Närmaste större samhälle är Papantla de Olarte, 13,6 km sydväst om Adolfo López Mateos. Omgivningarna runt Adolfo López Mateos är huvudsakligen savann.